# جورجى ميهالا
جورجى ميهالا (بالرومانية: Gheorghe Mihali)‏ (مواليد 9 ديسمبر 1965) هو لاعب كرة قدم. يلعب مع منتخب رومانيا لكرة القدم. سبق له أن لعب في كأس العالم لكرة القدم مع منتخب بلاده.

## روابط خارجية
- جورجى ميهالا على موقع قاعدة بيانات كرة القدم.إي يو (الإنجليزية)
- جورجى ميهالا على موقع ناشيونال فوتبول تيمز (الإنجليزية)
- جورجى ميهالا على موقع عالم كرة القدم.نت (الإنجليزية)